# Henry Cabot Lodge Jr.
Henry Cabot Lodge Jr. (Nahant, 5 de julio de 1902 - Beverly, 27 de febrero de 1985) fue un senador republicano de los Estados Unidos por el estado de Massachusetts, y embajador de los Estados Unidos en las Naciones Unidas, Vietnam y la Santa Sede, fue también nombrado por su partido candidato a vicepresidente en las elecciones presidenciales de 1960.

## Biografía
Lodge nació en Nahant, Massachusetts. procedente de una prominente familia de políticos y artistas. Su padre era el poeta George Cabot Lodge y su abuelo el senador Henry Cabot Lodge que desempeñaría un importante papel en su educación a partir de la muerte de su padre en 1909. Lodge se graduó en la Universidad de Harvard en 1924 y fue elegido para la Cámara de Representantes del estado de Massachusetts en 1931. 
Henry Cabot Lodge Jr. fue elegido para el Senado de los Estados Unidos en noviembre de 1936. Derrotó al gobernador James Michael Curley, siendo el único republicano que pudo derrotar a un candidatura del partido demócrata ese año. Fue reelegido en el año 1942. En 1944 renunció al Senado para incorporarse al ejército durante la Segunda Guerra Mundial, siendo el primer senador que realizaba la renuncia por motivo militar desde la Guerra Civil.
Tras el final de la guerra fue elegido de nuevo senador en 1946. En 1951 apoyó la candidatura del general Eisenhower a la presidencia de los Estados Unidos y en 1952 fue derrotado en las elecciones del Senado por el candidato demócrata y futuro presidente de los Estados Unidos John F. Kennedy.
En febrero de 1953, siendo presidente Einsenhower, fue nombrado embajador en las Naciones Unidas, permaneciendo durante siete años en este cargo. Lodge fue un gran partidario de esta organización como institución encargada de promover la paz internacional. Durante su estancia en el puesto apoyó la política de guerra fría de la Administración de Eisenhower y mantuvo arduos debates con los representantes de la Unión Soviética. En 1959 acompañó al líder soviético Nikita Jruschov en su famosa visita a los Estados Unidos.
En 1960 formó parte de la candidatura de Richard Nixon, como vicepresidente, siendo derrotados por Kennedy. En 1964 participó en las elecciones primarias del partido republicano para la presidencia de Estados Unidos, siendo derrotado por Barry Goldwater. 
Entre 1963 y 1964, ejerció como embajador de Estados Unidos en Vietnam del Sur, repitiendo en el cargo entre 1965 y 1968, nombrado por el presidente Johnson. Posteriormente fue embajador en Alemania Occidental y trabajó también como enviado especial en la Santa Sede.